# Paweł Myrdacz
Paweł Myrdacz též Paul von Myrdacz (4. května 1847, Třinec-Konská – 7. července 1930, Graz) byl rakousko-uherským lékařem.
Narodil se v Konské. Roku 1866 absolvoval studia na evang. gymnáziu v Těšíně a následně studoval na medicínsko-chirurgickém ústavu Josefs-Akademie, kde získal roku 1872 doktorát.
Působil v rakousko-uherské armádě, v letech 1908–1911 jako lékař generálního štábu rakousko-uherské armády. Roku 1917 byl povýšen do šlechtického stavu.
Je autorem mnohokrát vydané lékařské příručky Handbuch für k. und k. Militärärtze a několika publikací z dějin vojenského lékařství.
Jeho synem byl Gustav von Myrdacz, jedna z klíčových osobností meziválečné albánské armády.